# Clytiomya modesta
Clytiomya modesta là một loài ruồi trong họ Tachinidae.